# 蓋爾斯巴赫河
53°23′23″N 11°58′58″E / 53.38974°N 11.98282°E

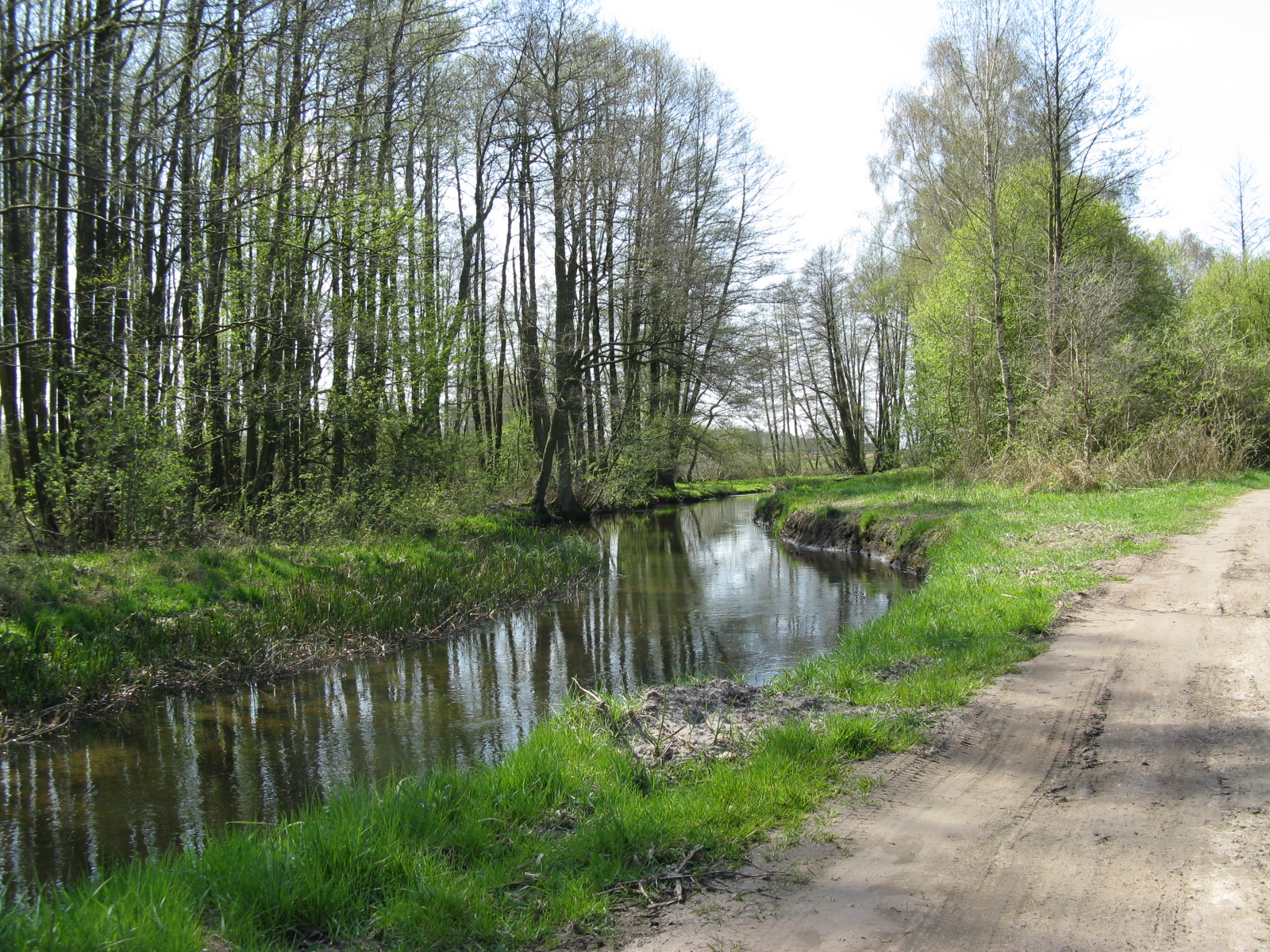

蓋爾斯巴赫河（德語：Gehlsbach），是德國的河流，位於該國東北部，由梅克倫堡-前波美拉尼亞州負責管轄，屬於埃爾德河的支流，河道全長23.5公里，發源自甘茨林以西，河口處在錫格爾科以東。